# Lucid Air
Lucid Air — представницький електромобіль з кузовом седан, що виготовляється компанією Lucid Motors з 2021 року.

## Опис

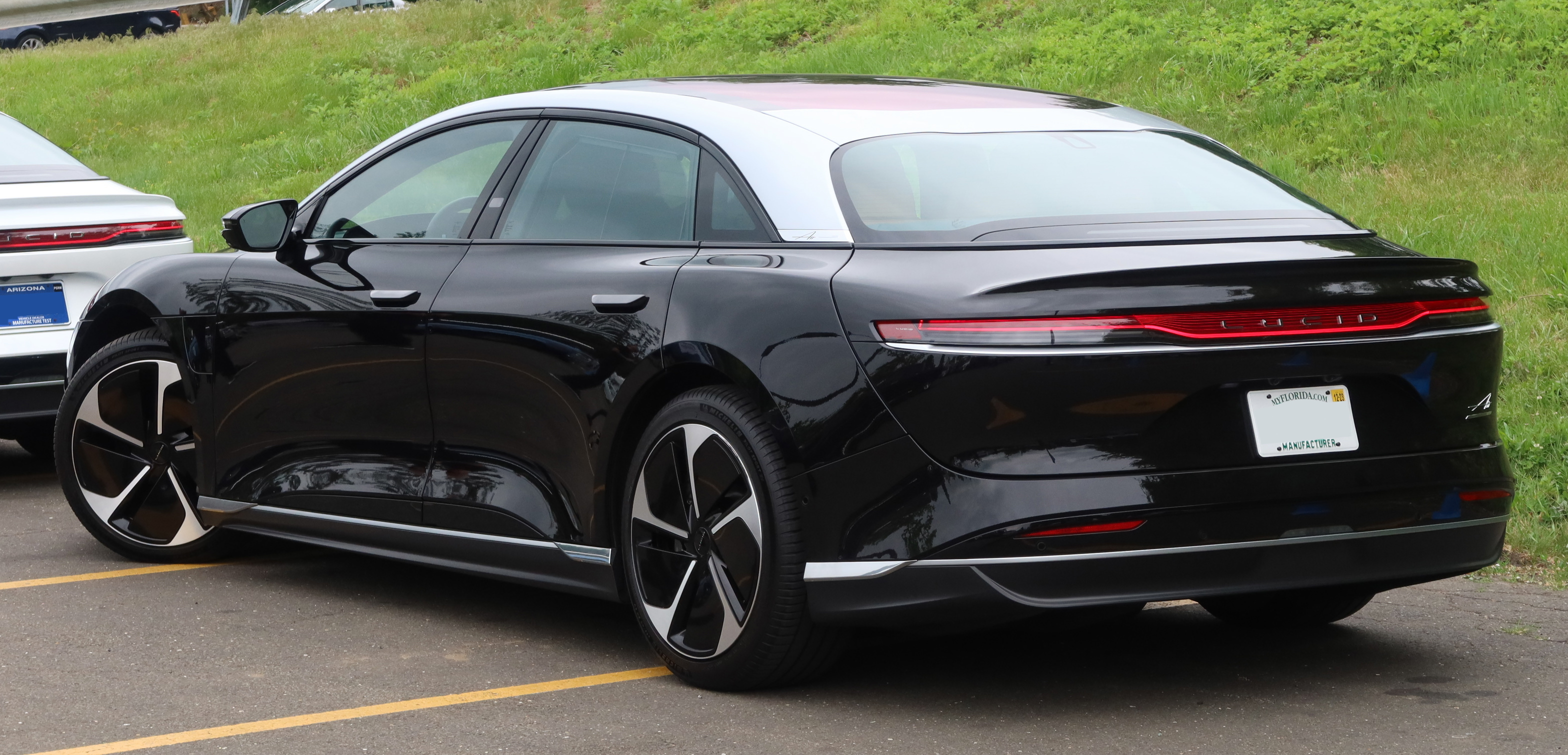
Lucid Air Touring

Lucid Air Sapphire

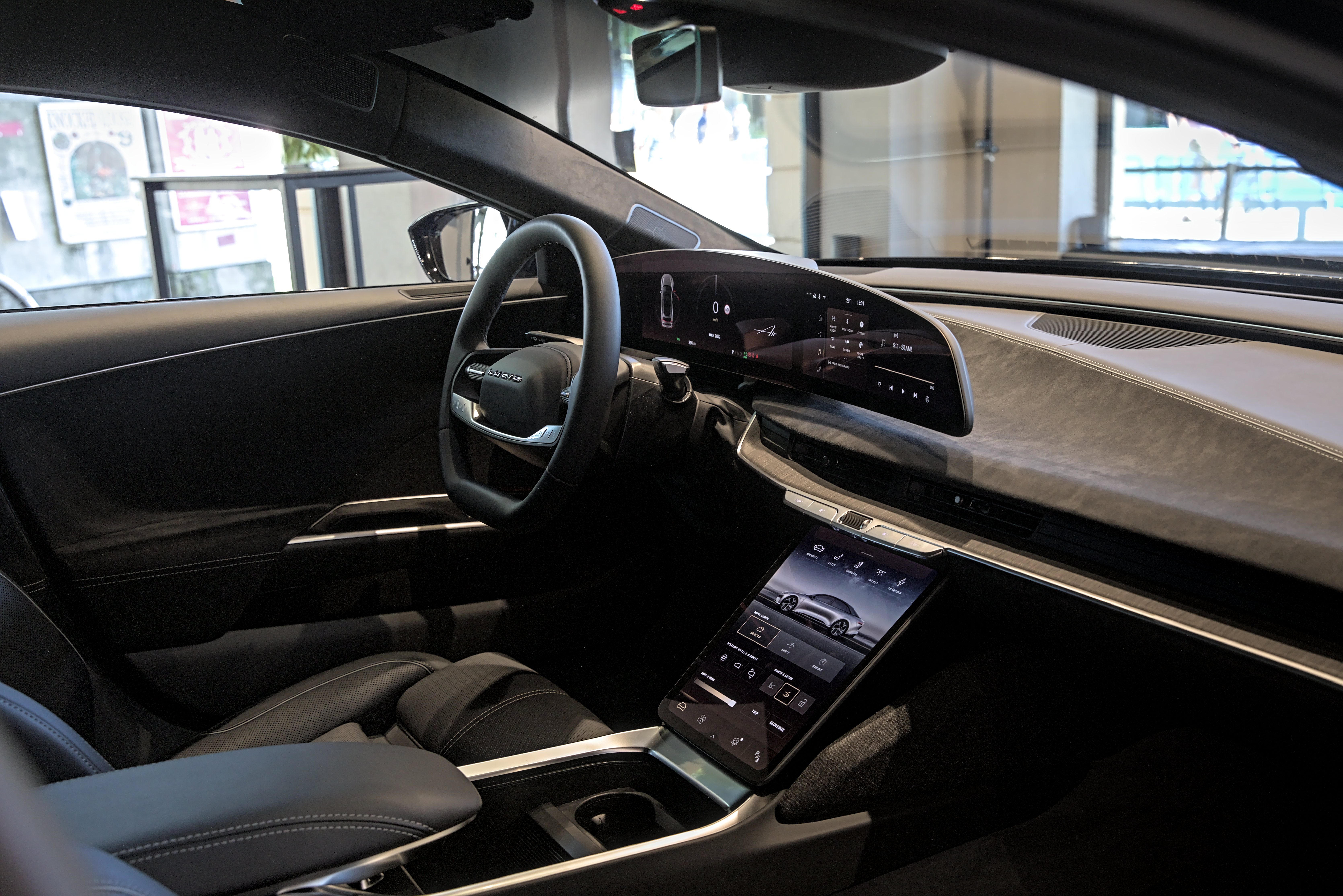

Спочатку машина називалася Atieva Atvus, але потім вона була представлена як «Lucid Air» в грудні 2016 року і планується бути доступним через близько двох років.
Lucid Air має традиційне для електромобілів компонування з тяговою батареєю під підлогою салону. В основі лежить власна платформа LEAP (Lucid Electric Advanced Platform), у підвісці — звичайні пружини і електронно керовані амортизатори. Він має повний привід, передній двигун потужністю 400 к. с. і задній двигун потужністю 600 к. с. Для комбінованої потужності від 900 до 1000 к. с. Lucid домовився з Mobileye використовувати свої чіпи EyeQ4 і 8 камер для функцій допомоги водію. Цей 4-дверний седан здатний розвивати програмно обмежену максимальну швидкість 217 миль/год (340 км/год) але, в липні 2017 року, будучи на швидкісній трасі в транспортному дослідному центрі в Огайо, спеціальна версія автомобіля (з відключеним обмежувачем швидкості за допомогою програмного забезпечення та інших модифікацій) досягла 235 миль/год (376 км/год).
Серійну версію Lucid Air було представлено тільки через 4 роки, у вересні 2020-го. Автомобіль зберіг дизайн концепту та оголошений в продажу вартістю від 72 500 $ з 2021 року.

### Акумулятори
Автомобіль Lucid використовує стандарт 2170 для своїх літій-іонних акумуляторів виробництва Samsung SDI. Акумулятори мають місткість 88-118 кВт·год і автомобіль здатний проїхати 837 км по циклу EPA.

### Модифікації
- Air Pure 88 кВт·год, один електродвигун 430 к. с., 550 Н·м, запас ходу 653 км по циклу EPA
- Air Pure 88 кВт·год, два електродвигуни 487 к. с., 600 Н·м, запас ходу 653 км по циклу EPA
- Air Touring 93 кВт·год, два електродвигуни 629 к. с., запас ходу 684 км по циклу EPA
- Air Grand Touring 112 кВт·год, два електродвигуни 811 к. с., 1200 Н·м, запас ходу 755-830 км по циклу EPA
- Air Dream Edition Range 118 кВт·год, два електродвигуни 946 к. с., 1390 Н·м, запас ходу 774-837 км по циклу EPA
- Air Dream Edition Performance 118 кВт·год, два електродвигуни 1126 к. с., 1390 Н·м, запас ходу 726-758 км по циклу EPA
- Air Sapphire 118 кВт·год, три електродвигуни 1234 к. с. 1939 Н·м (з 2023)

## Продаж
| Рік  | США   |
| ---- | ----- |
| 2022 | 1,949 |
| 2023 | 2,191 |